# Велика Шонома
Велика Шонома (рос. Большая Шонома) — річка в Російській Федерації, що протікає в Архангельській області.
Гирло річки розташоване за 144 км по правому берегу річки Вичегда, неподалік від селища Велика Шонома і села Мала Шонома. Довжина — 20 км.